# Premiera (revija)
Premiera je bila brezplačna slovenska revija o filmu in drugi popularni kulturi, ki je spremljala dogajanja na področju filma, knjižnih in glasbenih novosti ter druge popularne kulture.
Bila je vodnik po filmskih novostih na platnih, televizijskih ekranih in DVD-jih. V njej so objavljali Samo Rugelj, Marcel Štefančič, jr., Terens Štader, Blažka Müller Pograjc, Tjaša Železnik, Damijan Vinter, Filip Breskvar in Maja Antončič.
Revijo je izdajalo podjetje UMco. Prvič je izšla leta 2000. Nehala je izhajati leta 2015 zaradi vpliva interneta. Takrat je tudi ugasnila njena uradna spletna stran.